# Maria Hafner (Wohltäterin)
Maria Hafner (* 6. Dezember 1891 in Mauerkirchen, Oberösterreich; † 10. Jänner 1969 ebenda) war Rotkreuz-Helferin und wurde 1963 als „Engel der 6. Armee“ mit der Florence-Nightingale-Medaille ausgezeichnet.

## Leben
Maria Hafner ist in Mauerkirchen als Tochter des Tischlermeisterehepaares Maria und Franz Katzlberger aufgewachsen. Im Jahr 1914 begann sie für das Österreichische Rote Kreuz zu arbeiten. Ab 1939 leitete Maria Hafner die Ortsstelle Mauerkirchen. Bekanntheit erlangte sie durch ihre Versorgung der 194 888 Soldaten, davon 3165 Verwundeten und von 4038 Flüchtlingen zwischen Mai und September 1945. Gemeinsam mit anderen 32 Rotkreuz-Helferinnen organisierte sie täglich Verbandsmaterial, Medikamente und Hygieneartikel und dämmte damit die Gefahr von Infektionen, Wundbrand und Seuchen ein.
Der Mauerkircher Heimatforscher Herbert Brandstetter hat ihre Geschichte aufgezeichnet und sich für die Errichtung des im Juni 2010 eröffneten Maria-Hafner-Gedächtnisparks eingesetzt.